# Zoológico de Sófia
O Zoológico de Sófia é o maior e mais antigo jardim zoológico da Bulgária, localizado na capital do país, Sófia. O zoológico, que cobre uma área de mais de 36 hectares, foi fundado em 1888 pelo príncipe Ferdinand, e inicialmente foi localizado ao lado do antigo palácio real.

## História
Inicialmente, o zoológico foi localizado no parque do antigo palácio real, com a atração principal sendo um abutre preto euro-asiático capturado na Bulgária e exibido em uma jaula no jardim. Mais tarde, faisões e veados foram adicionados à coleção, mas desde que as exposições e instalações da época revelaram insuficientes para acomodar um par de ursos marrons, Tsar Ferdinand da Bulgária pediu uma concessão de terra a ser concedido a Sófia Zoo em razão do antigo jardim botânico, em seguida, nos arredores da cidade.
A exposição de animais do Zoo de Sófia aumentaram constantemente, com espécies locais e estrangeiras que estavam sendo adicionadas. Mais notavelmente um par de leões em 1892, que foram alojados em um antigo estável e um filhote de leão nasceu no mesmo ano.
Entre 1893 e 1895, novas gaiolas e edifícios foram construídos para acomodar a crescente coleção de aves e mamíferos, incluindo um sólido edifício de pedra de três quartos na parte de trás do terreno projetado para ser habitada por ursos (1894), uma piscina onde alguns pelicanos rosa-suportado viveram, um edifício para acomodar faisões e outra para as águias (1895).
Sófia Zoo mudou-se de sua localização original (e menores) no centro da cidade para um novo local de 36 hectares (89 acres) de cerca de 4,5 quilômetros (2,8 milhas) ao sul de Sófia, em 1982.

## Exposição
O zoológico tem cerca de 80 pessoas representando 20 espécies de pastagem, incluindo rinocerontes brancos, hipopótamos, elefantes, zebras, veados, adax, capra, javali, dromedários e bisão americano.

### Primatas
Primatas estão alojados em dois pavilhões. O zoológico tem 93 pessoas representando 19 espécies, incluindo Lémure-de-cauda-anelada, orangotangos, babuínos amarelos, gorilas, sagui comum, e macacos.

### Predadores
O setor predador abriga grandes gatos, ursos e pequenos predadores, incluindo leões, tigres, leopardos, pumas e ursos marrons.

### Pinguins
Em janeiro de 2011 o zoológico recebeu oito pinguins de Humboldt em empréstimo da Alemanha. Os pinguins estão em empréstimo para cerca de 18 meses, após o que eles vão ser devolvidos, com qualquer descendência para ficar no zoológico.

### Aves
O zoológico tem cerca de 1.400 aves individuais representando 192 espécies. Aves aquáticas estão alojados em um lago de 1,5 hectare (3,7 acres), e águias imperiais, grifos, abutres egípcios e urubus em um grande aviário. Outras espécies de aves no jardim zoológico incluem avestruzes, faisões de prata, pavões, flamingos, araras azul-e-amarela, corujas, cacatuas e caturras.

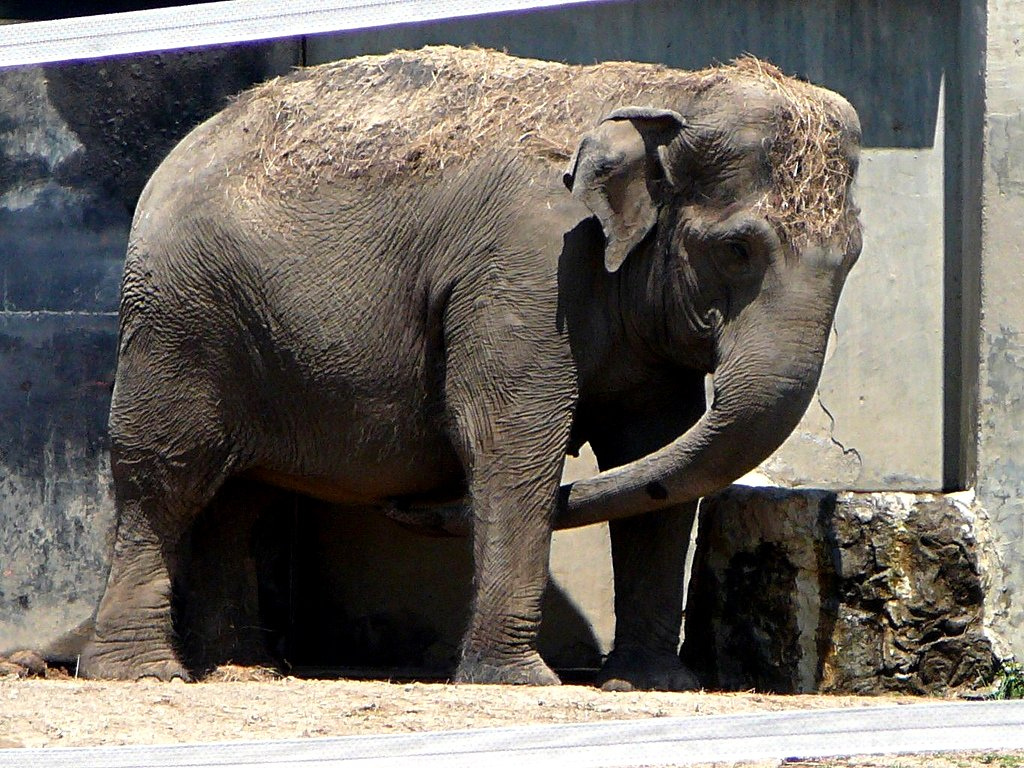
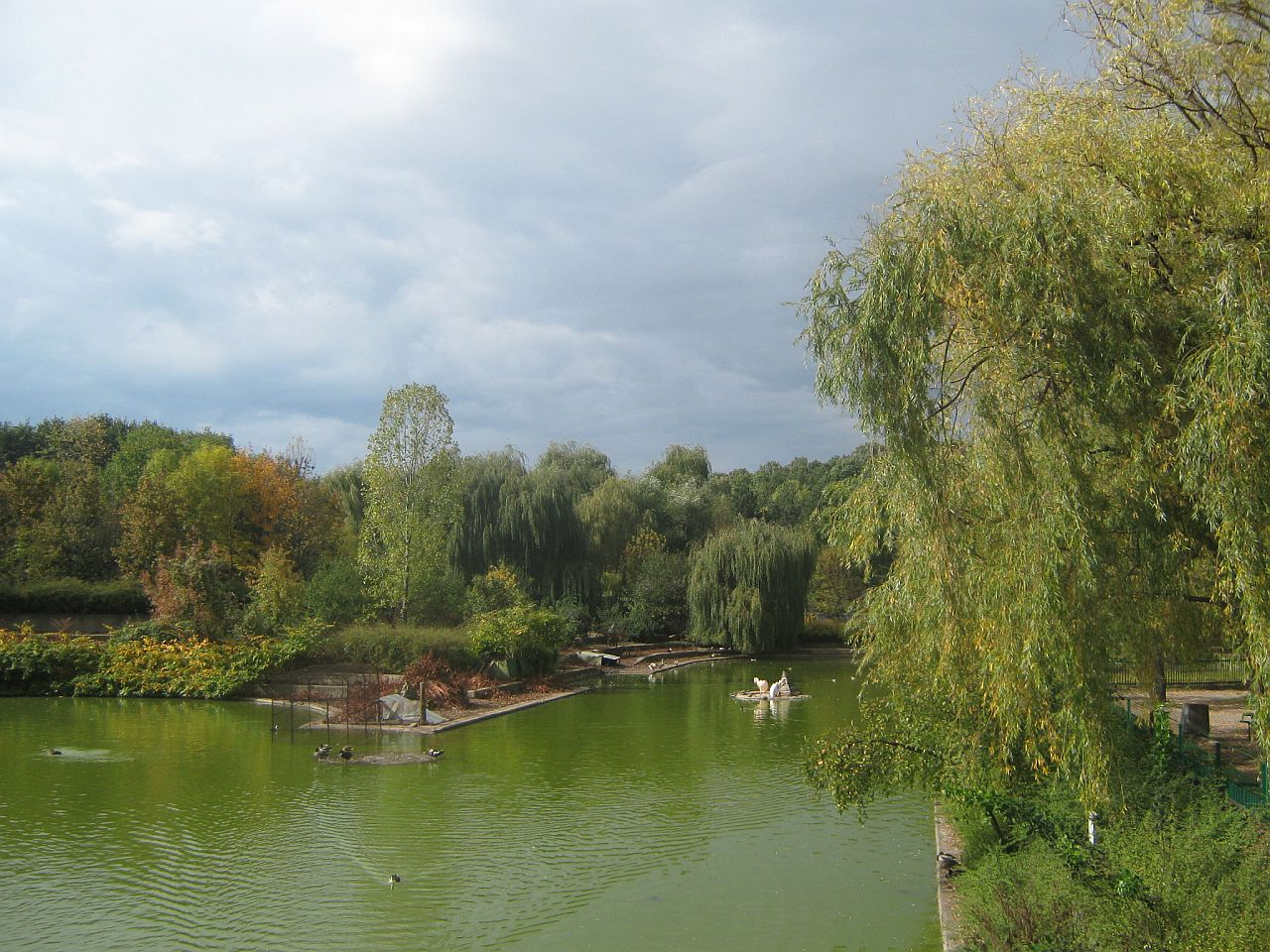
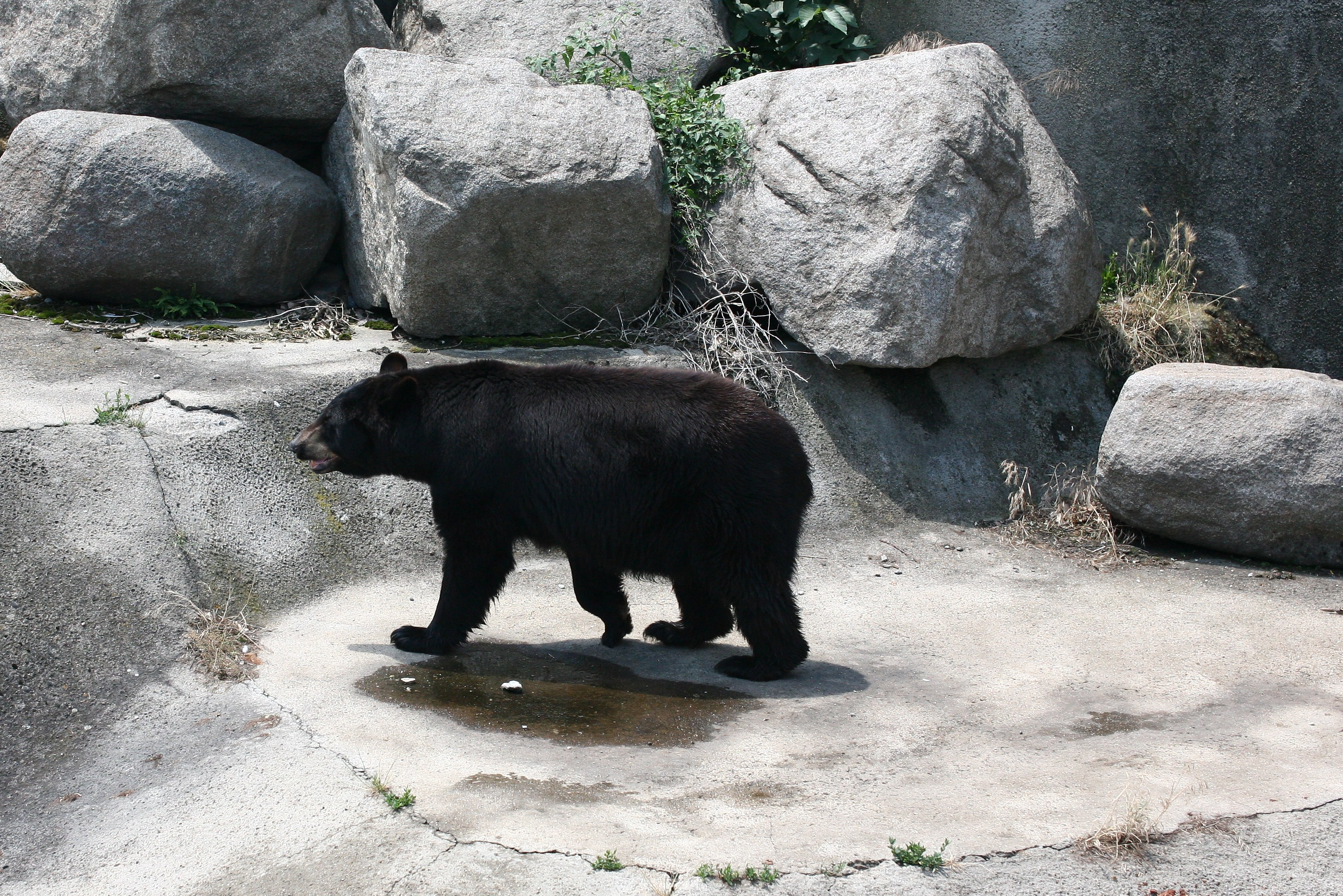
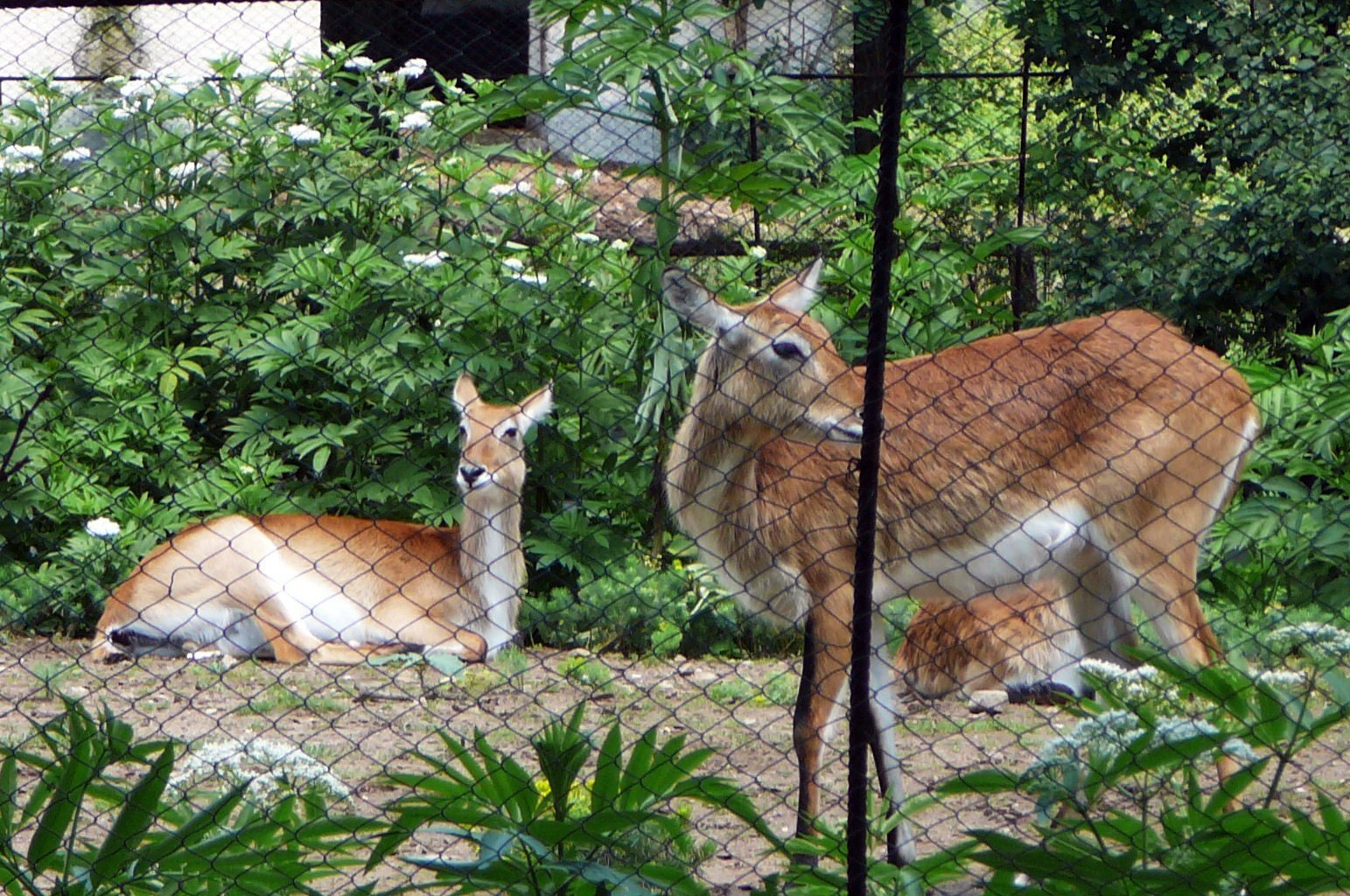
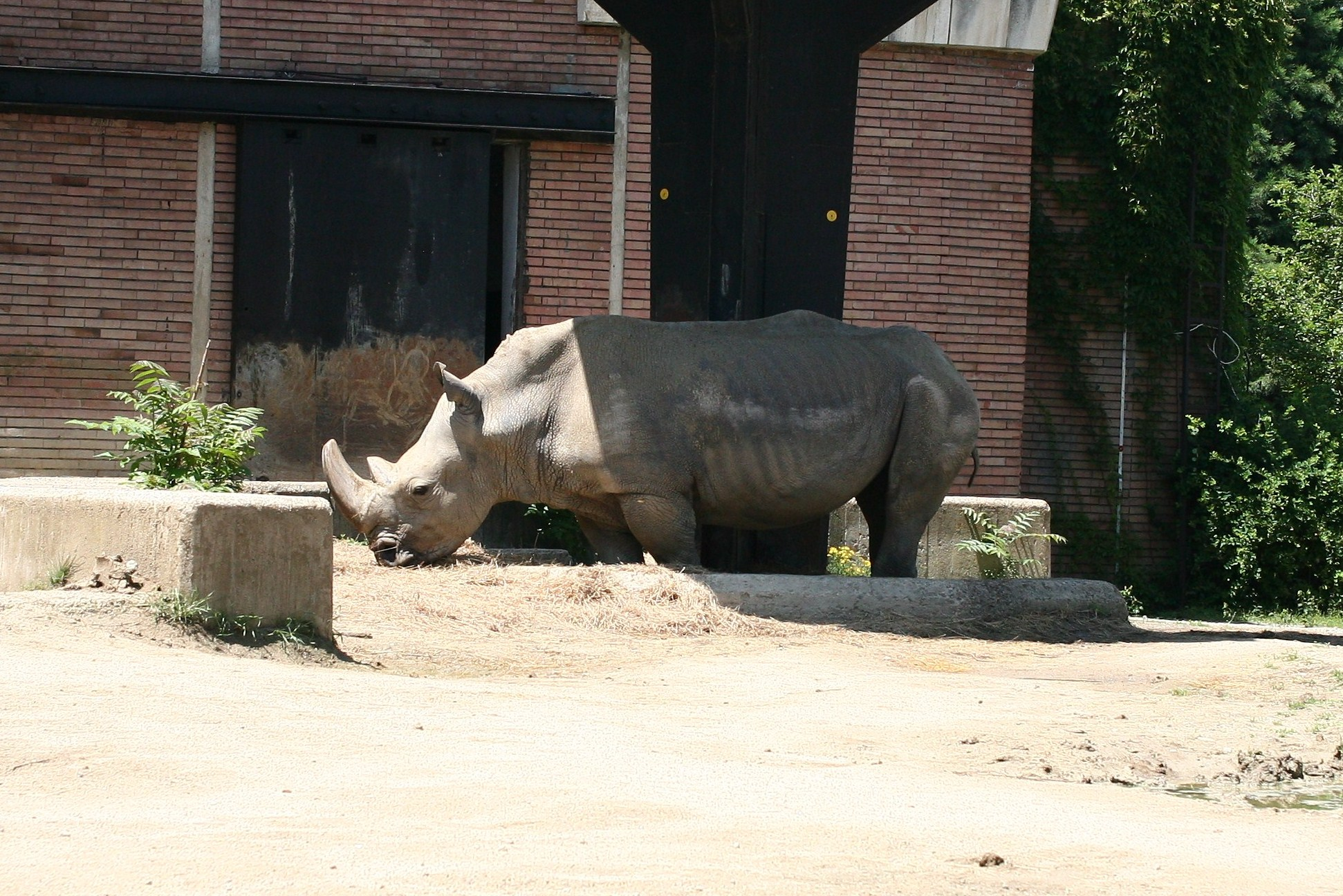
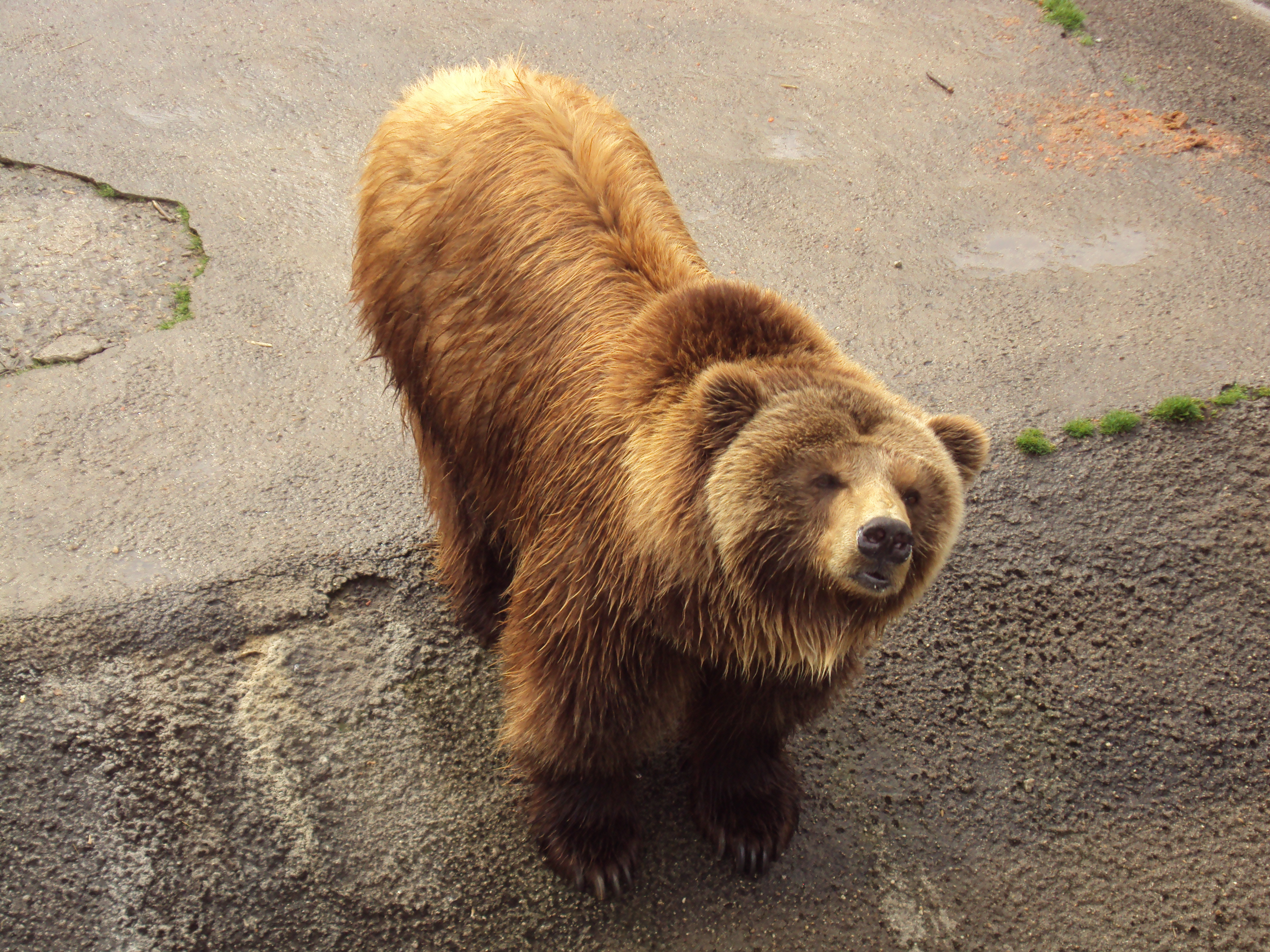
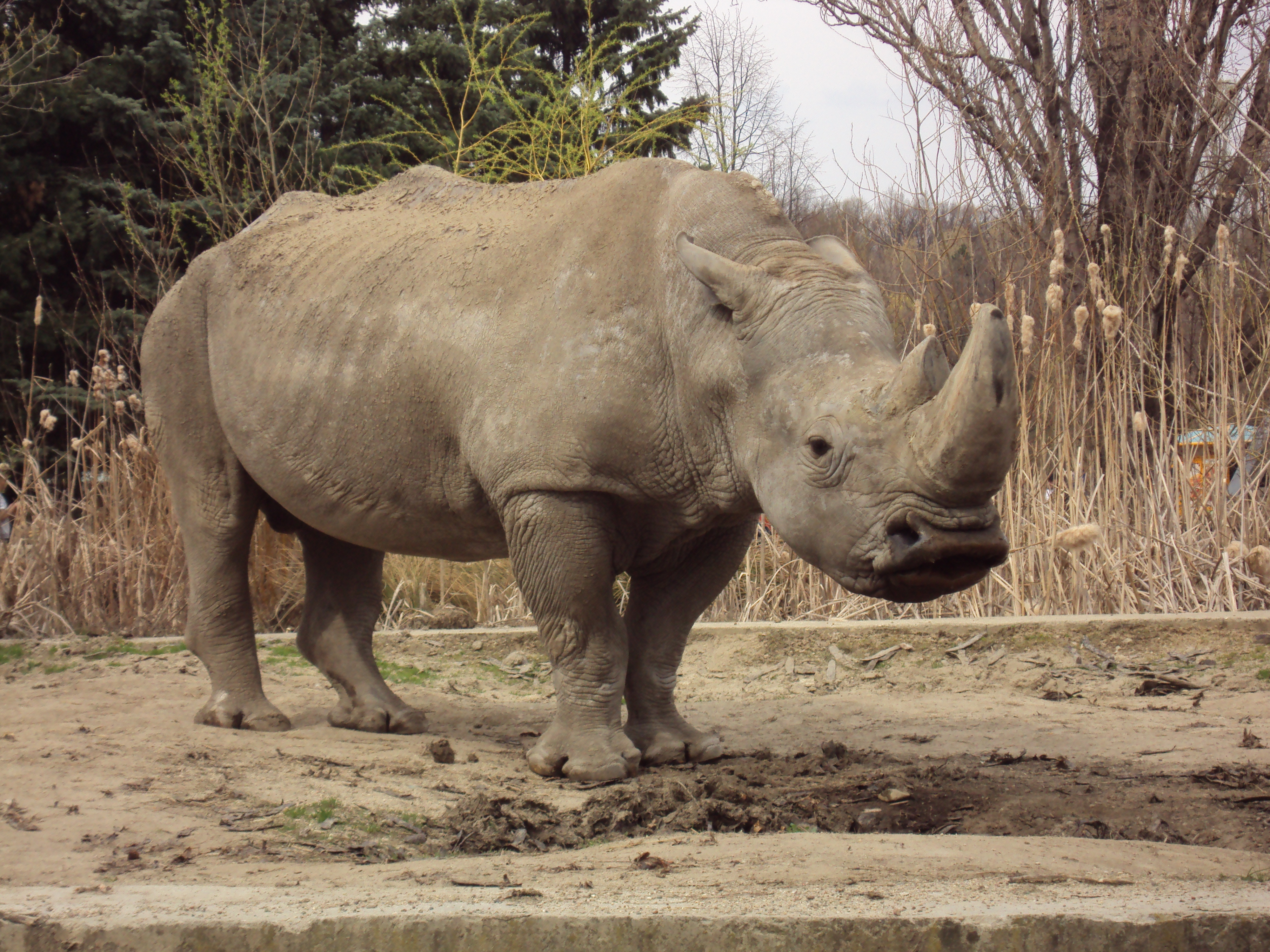
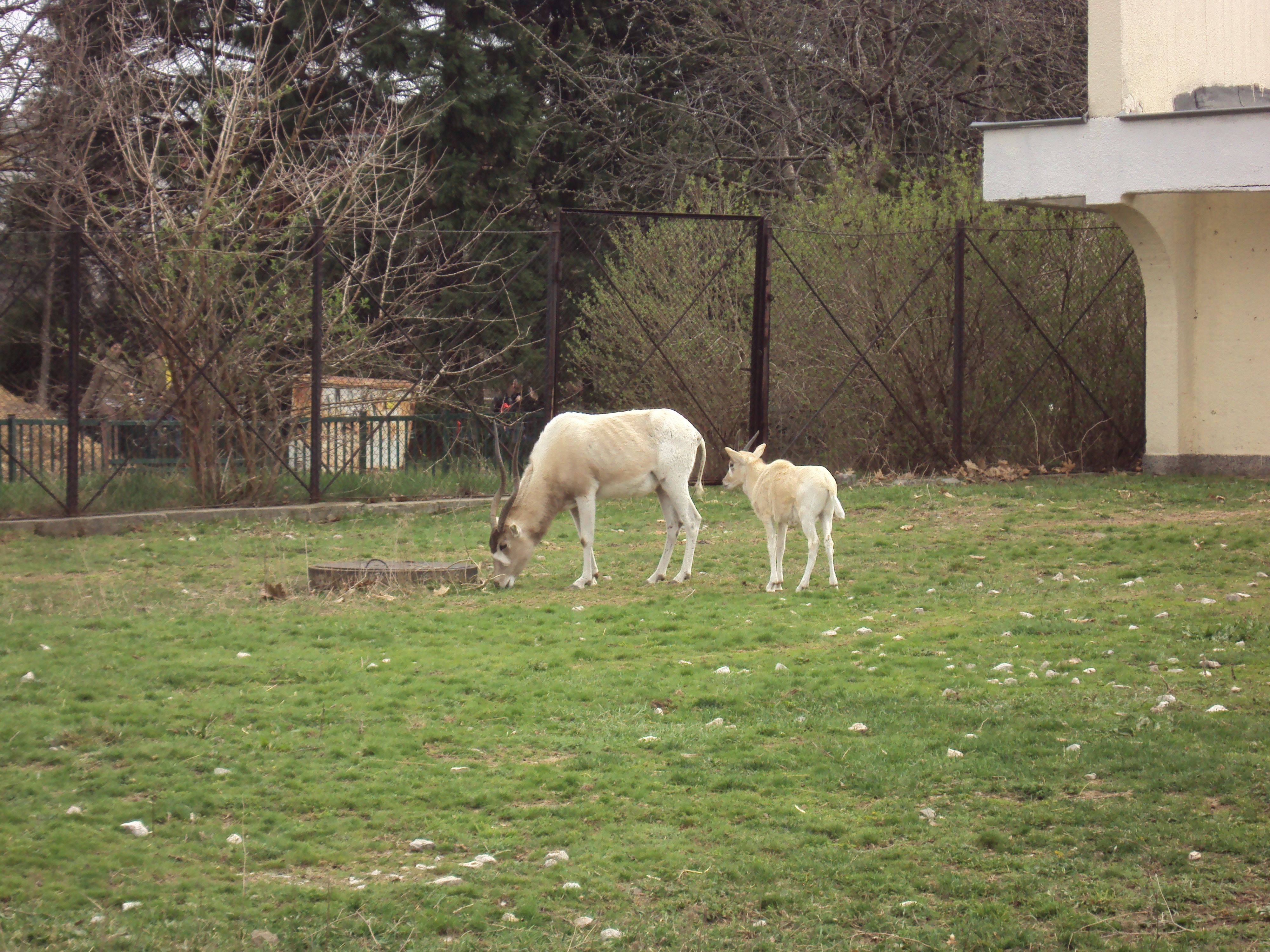
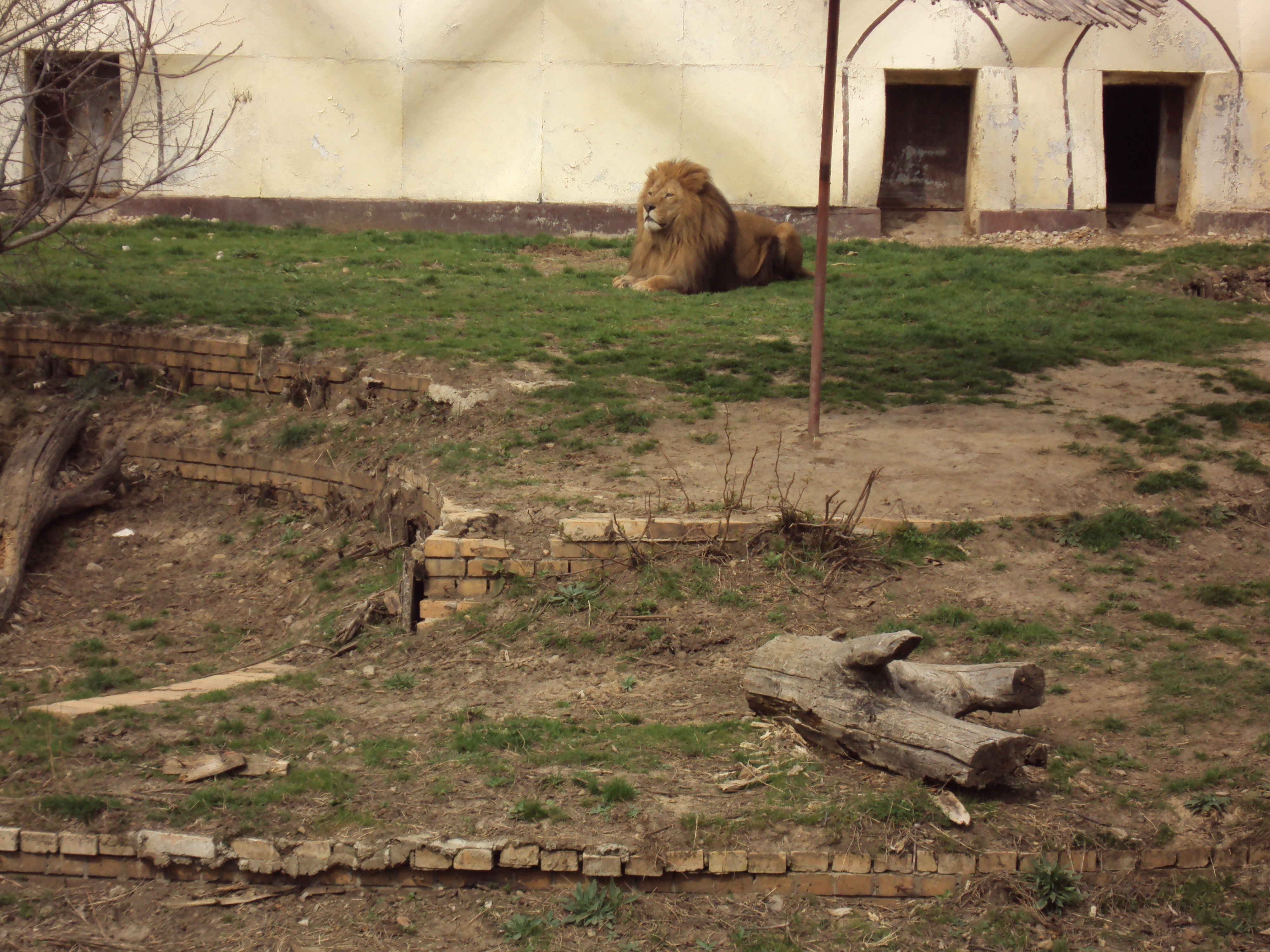
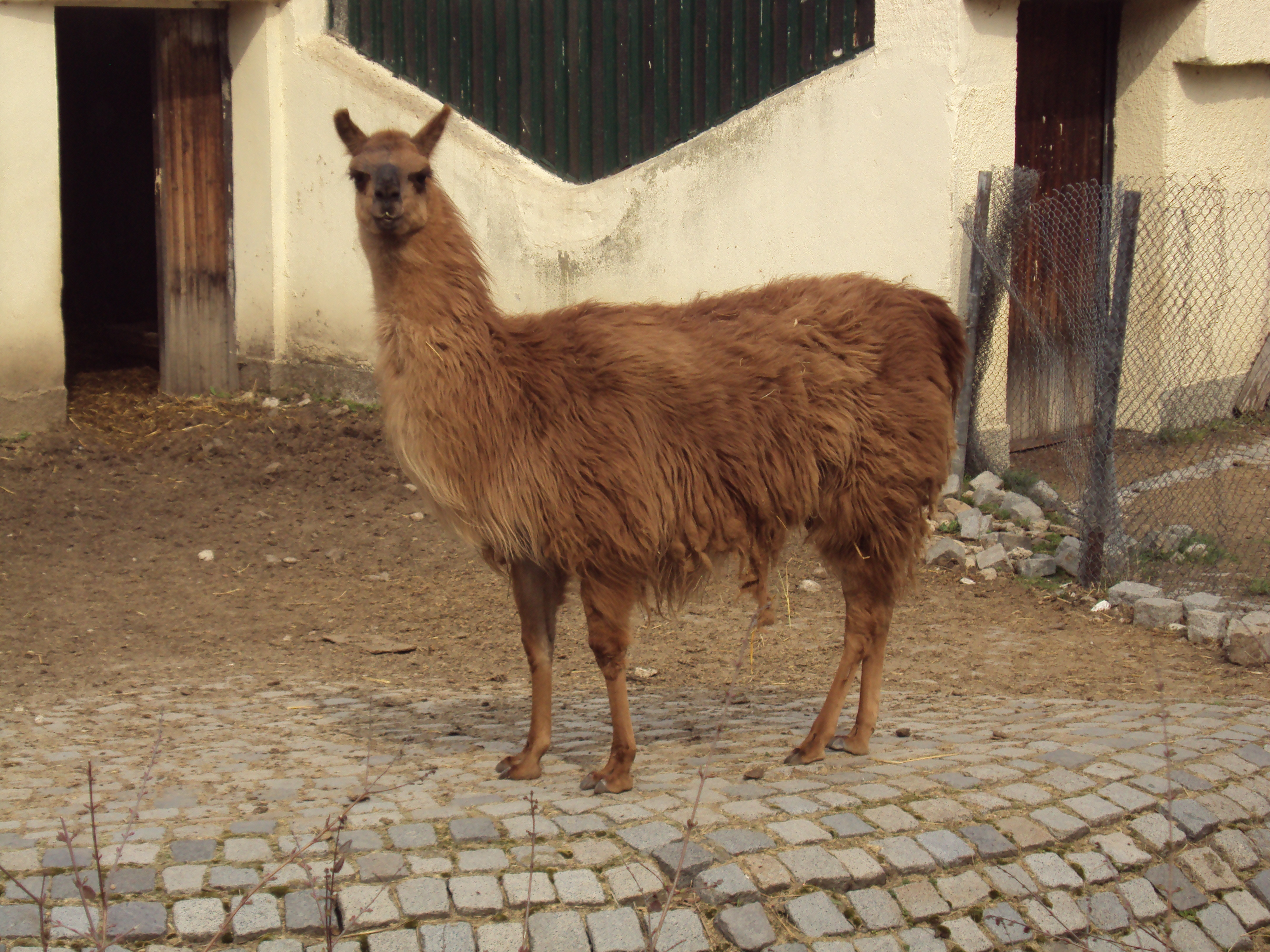
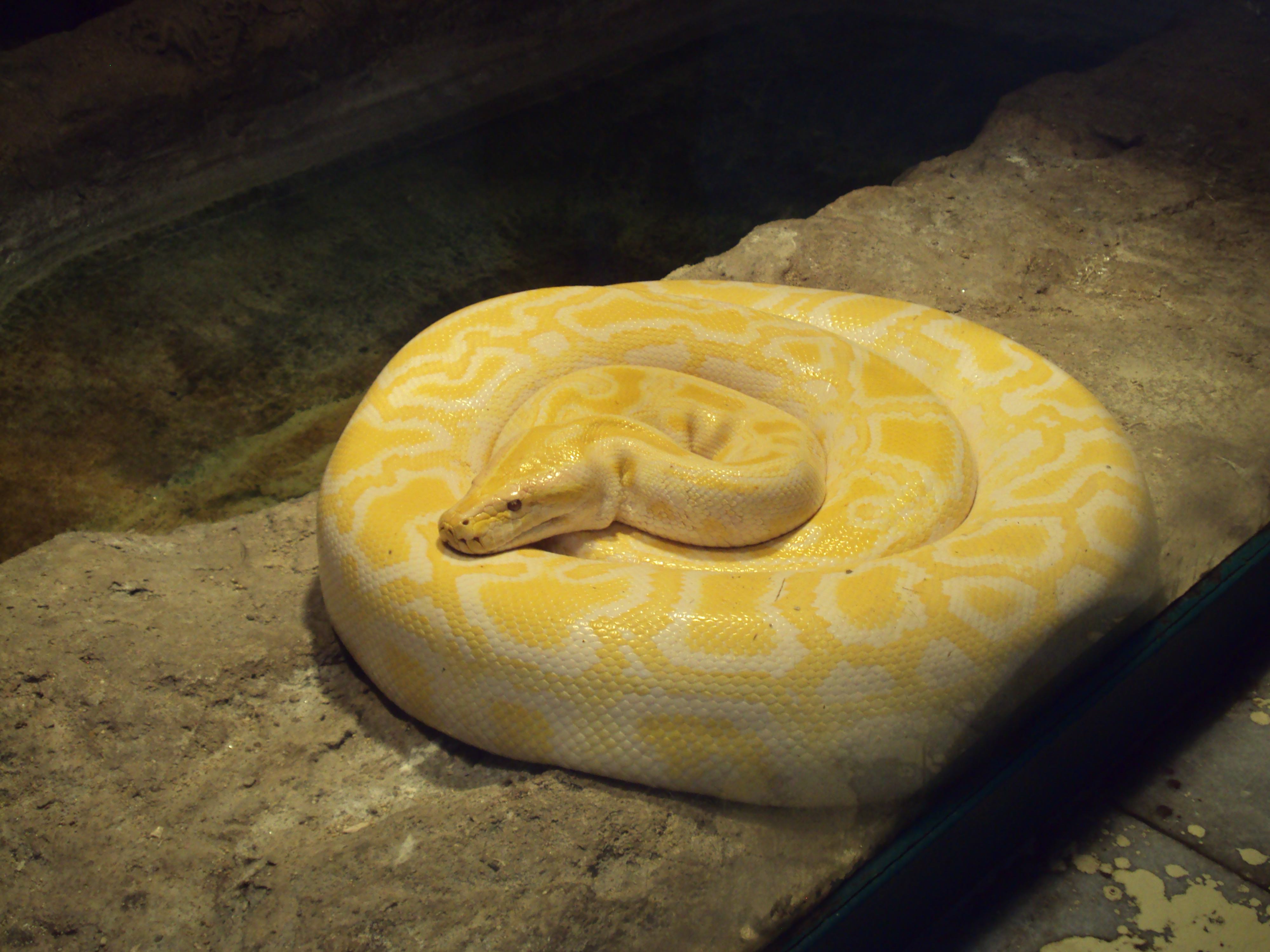
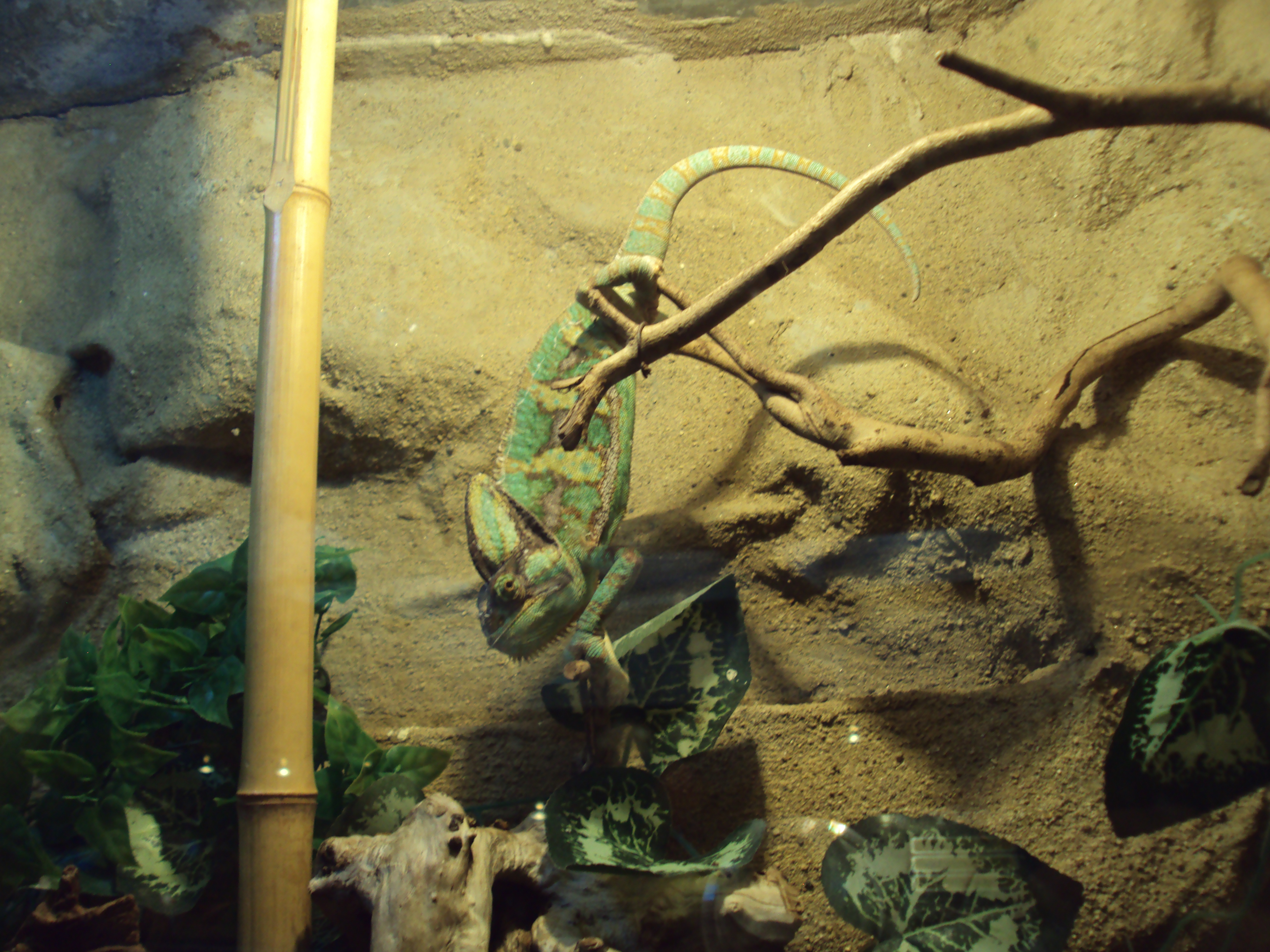
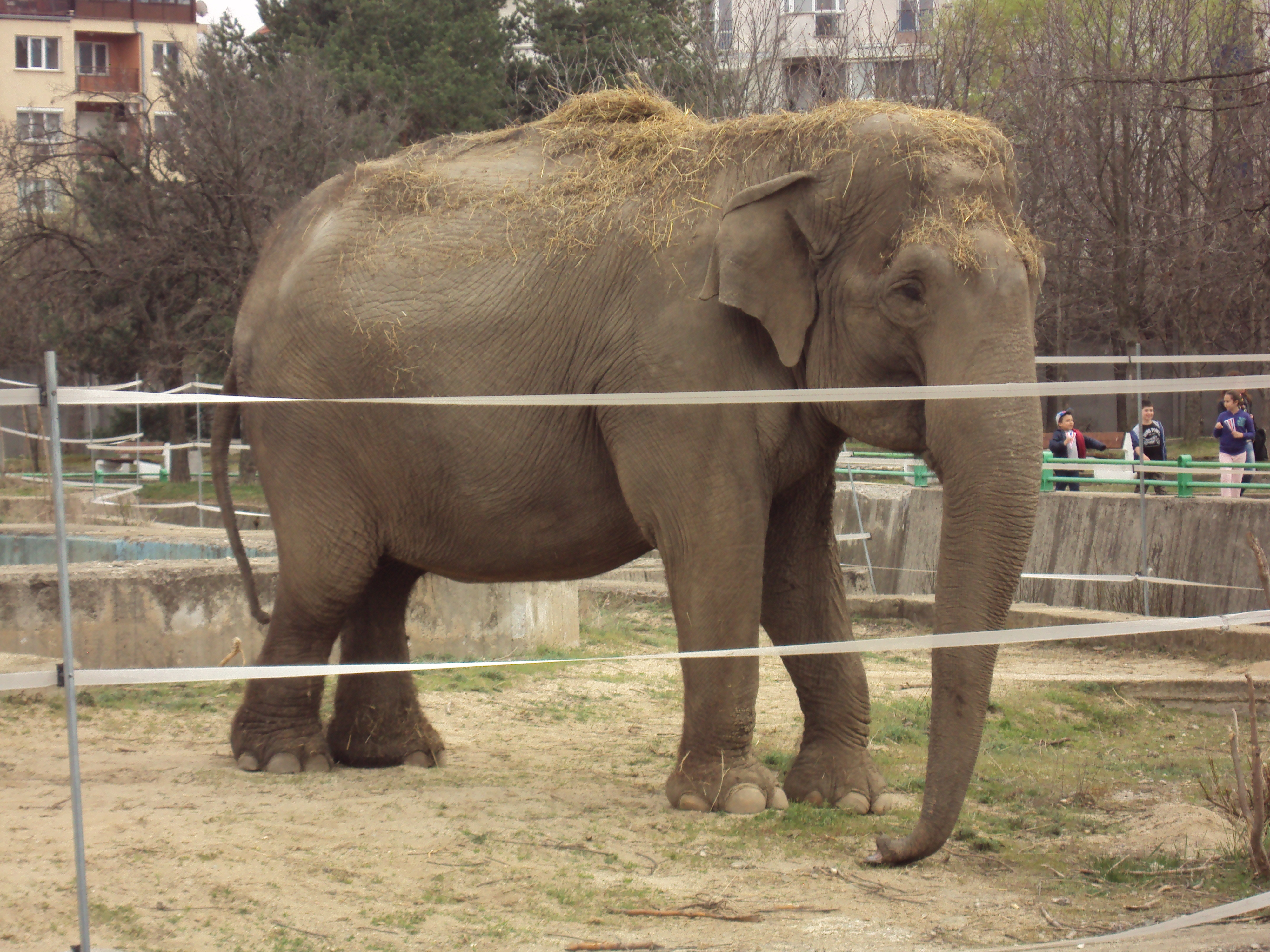

## Incidente
Em janeiro de 2009, depois que o sistema de gás russo foi cortado, o Zoológico de Sófia obrigou-se a instalar aquecedores nos recintos de alguns de seus mamíferos, entre eles: elefantes, hipopótamos e rinocerontes. Já os répteis, papagaios, antílopes, hienas e alguns espécimes de macacos receberam a ajuda emergencial de aparelhos de ares-condicionados. Estes animais, que são acostumados a climas mais quentes, têm sofrido com a temperatura baixa da cidade de Sófia. Até o quarto dia em pausa completa no fornecimento do gás russo, os tigres, lobos e raposas, assim como urubus e águias, permaneceram sem impactos em sua saúde biológica, sendo os únicos que enfrentaram o frio congelante daquela semana.